# Dieter Hillebrand (Politiker)

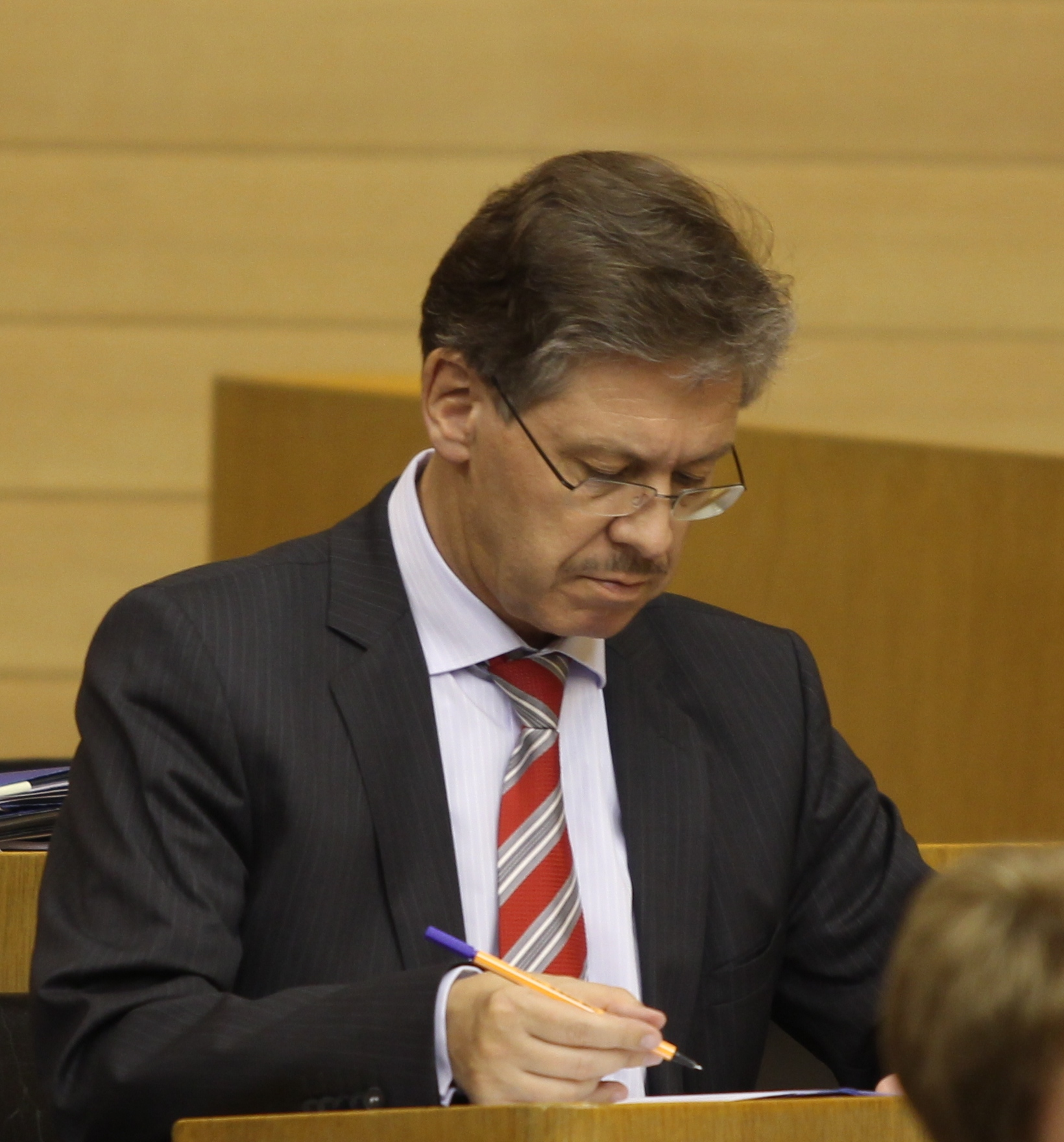
Dieter Hillebrand im Landtag von Baden-Württemberg (2013)

Dieter Hillebrand (* 31. Januar 1951 in Markdorf) ist ein deutscher Politiker der CDU.

## Ausbildung und Beruf
Nach dem Abitur am Salvatorkolleg in Bad Wurzach studierte Dieter Hillebrand Rechts- und Staatswissenschaften an der Universität Freiburg. Nach dem zweiten Staatsexamen war er von 1978 bis 1979 Magistratsrat bei der Stadt Oberursel. 1979 trat er in den Verwaltungsdienst des Landes Baden-Württemberg ein. Bis 1984 war Hillebrand als Regierungsassessor und Regierungsrat beim Regierungspräsidium Tübingen, anschließend als Oberregierungsrat im Landratsamt Reutlingen tätig. Von 1987 bis 2004 war er Beigeordneter des Gemeindetags Baden-Württemberg.

## Politische Tätigkeit
Seit 1980 ist Dieter Hillebrand Mitglied der CDU. Von 1980 bis 1986 war er Ortsvorsitzender in Gönningen-Bronnweiler. Zwischen 1985 und 1995 war er Regionalrat der Region Neckar-Alb. Von 1996 bis 2012 war er Stadtverbandsvorsitzender der CDU in Reutlingen, von 1999 bis 2004 dort auch Gemeinderat und Kreisrat. Hillebrand war von 2001 bis 2016 als direkt gewählter Abgeordneter des Wahlkreises Reutlingen Mitglied des Landtags von Baden-Württemberg. Von Juli 2004 bis April 2005 war er Politischer Staatssekretär im Ministerium für Umwelt und Verkehr Baden-Württemberg und seit April 2005 im Finanzministerium Baden-Württemberg. Nach der Landtagswahl 2006 übernahm er das gleiche Amt im Ministerium für Arbeit und Soziales Baden-Württemberg. Zudem war er von 2006 bis 2011 Behindertenbeauftragter der Landesregierung. Bei der Landtagswahl in Baden-Württemberg 2016 verlor er das Direktmandat  an Thomas Poreski von den Grünen und verfehlte so den erneuten Einzug in den Landtag.

## Familie und Privates
Dieter Hillebrand ist verheiratet und hat zwei Kinder. Er lebt in Reutlingen und gehört dem katholischen Glauben an. Er war von 1999 bis 2012 Kreisvorsitzender des Deutschen Roten Kreuzes in Reutlingen. Zudem ist er aktiver Sänger im Gesangverein Ohmenhausen.